# Thelma Cabrera
Thelma Cabrera Pérez de Sánchez (El Asintal, 21 de setembre de 1970) és una activista i política guatemalenca d'origen mam. Cabrera va ser candidata presidencial el 2019 pel partit Moviment per a l'Alliberament dels Pobles.

## Trajectòria
Cabrera va néixer al Asintal, a la costa oest de Guatemala, al departament de Retalhuleu, on va casar-se als 15 anys. Filla de Timoteo Cabrera i Santos Victoria Pérez, una família camperola i empobrida. Durant la seva infància Cabrera va treballar amb els pares i germans en els conreus de cafè.
Cabrera ha estat una membre activa del Comitè de Desenvolupament Camperol (CODECA), una organització de drets humans de base que lluita per la terra i treballa per revertir la situació de pobresa a les àrees rurals de Guatemala.
El juny del 2019, Cabrera figurava en cinquè lloc a les enquestes electorals. Després de les eleccions generals, es va posicionar en quart lloc amb un 10,3 % dels vots. En finalitzar el recompte electoral, Sandra Torres va obtenir el 26 % dels vots i Alejandro Giammattei el 15%, passant ambdós a la segona volta a l'agost del 2019 i quedant Cabrera fora de la cursa electoral.
El desembre de 2022, Cabrera va ser proclamada com a precandidata a la presidència juntament amb el procurador dels drets humans Jordán Rodas com a candidat a la vicepresidència. Finalment, el binomi presidencial del Moviment per a l'Alliberament dels Pobles (MLP) no va ser inscrit pel Registre de Ciutadans del Tribunal Suprem Electoral per una controvèrsia burocràtica.
El MLP va organitzar manifestacions i vagues per a exigir la seva participació a les eleccions presidencials davant del que considerava un frau electoral anticipat. La situació de Cabrera i Rodas va ser comparada amb la situació de Thelma Aldana i Edwin Escobar Hill, els precandidats presidencials que van quedar fora de les eleccions generals del 2019 per problemes amb el finiquito.